# Омар Караме
Омар Абдул Хамід Караме (або Карамі, араб. عمر عبد الحميد كرامي; 7 вересня 1934, Французький мандат у Сирії і Лівані — 1 січня 2015, Бейрут) — ліванський політик і дворазовий ліванський прем'єр-міністр. Караме вважався просирійським політиком.

## Життєпис
Народився в північному ліванському місті Ан-Нурі поблизу Триполі. Він був сином ліванського політика Абдула Хаміда Караме та був молодшим братом восьмиразового прем'єр-міністра Рашида Карамі, який був убитий у 1987 році. Омар був адвокатом, поки не вступив у політику після вбивства брата.
Омар Караме вперше обійняв посаду прем'єр-міністра 24 грудня 1990 року, коли Селім Хосс здав владу. Як член парламенту (з 1991 р.) Представляв Триполі. Його підтримку тісних зв'язків із сусідньою Сирією критикують ліванські націоналісти. Перш за все, антисирійські мароніти звинувачували його у підпорядкуванні суверенітету Лівану сирійській гегемонії. 13 травня 1992 року йому довелося піти у відставку після масових акцій протесту з приводу обвалу ліванської валюти.
21 жовтня 2004 року Караме знову став прем'єр-міністром. Через два тижні після нападу на Рафіка аль-Харірі, який загинув під час вибухової атаки у Бейруті 14 лютого 2005 року, громадські протести мали бути відкликані. Опозиція звинуватила Сирію в теракті і вимагала від сусідньої країни вивести свої війська та персонал розвідки з Лівану, що просирійський кабінет Караміс відкинув. Кілька лідерів опозиції звинуватили уряд Караме в причетності до нападу Харірі. Незважаючи на заборону зборів, протести в Бейруті розширилися, опозиція оголосила, що буде голосувати за недовіру. В умовах зростаючого тиску Караме 28 лютого 2005 року оголосив, що його уряд подасть у відставку, але залишився на посаді.
Через десять днів після його відставки, після набагато більших просирійських протестів, президент Еміль Лахуд 10 березня знову призначив його прем'єр-міністром і доручив йому сформувати уряд. За підтримки більшості парламенту Караме закликав усі партії працювати в уряді національної єдності. 13 квітня 2005 року, після того, як сформувати новий уряд не вдалося, Караме остаточно пішов у відставку.